# Енди Дејвидсон
Енди Дејвидсон (енгл. Andy Davidson) измишљени је лик у британској научнофантастичној телевизијској серији Торчвуд, спинофу дугогодишње серије Доктор Ху, који је тумачио Том Прајс. Енди, полицајац из јужног Велса, је споредни лик који се први пут појављује у премијерној епизоди Торчвуда, „Све се мења”, и од тада се редовно појављивао у серији. Иако је у почетку потписиван само као „полицајац Енди”, његово презиме „Дејвидсон” је дато у романима и онлајн медијима и на крају потврђено дијалогом у епизоди серијала Деца Земље, „Трећи дан” (2009). Попут Гвениног партнера Риса (Кај Овен), продукцијска екипа користила је Ендија као обичног лика који задржава серију у препознатљивом окружењу стварног света. Лик је првобитно требало да буде убијен у првом серијалу, али се продукцијска екипа предомислила, верујући да он добро функционише као споредни лик. И глумци и екипа, као и професионални рецензенти, говорили су о улози лика у пружању комичног олакшања и перспективи аутсајдера на Институт Торчвуд.
У оквиру наратива серије, Енди је представљен као полицајац полиције јужног Велса у Кардифу, као партнер главног женског лика, Гвен. Док је Ендијева улога у првом серијалу периферна, он има већу улогу у другом, где непосредније помаже Гвен у њеним текућим случајевима. Иако је љубоморан на Гвенин узбудљив живот са Торчвудом, он јој остаје веран, бирајући њену страну уместо да следи владине процедуре у Деци Земље. У време четвртог серијала, Дан чуда (2011), смештеног две године након претходног серијала, Енди је унапређен у чин наредника и делује као савезник са седиштем у Уједињеном Краљевству сада трансатлантском тиму Торчвуда. Критичари су га називали „омиљеним међу обожаваоцима”.

## Појављивања

### Телевизија
Енди се први пут појављује у премијерној епизоди серије, „Све се мења” (2006), и присутан је када је његова полицијска партнерка Гвен Купер задобила повреду главе, због чега је остао скептичан када она почне да прати капетана Џека Харкнеса (Џон Бароуман) и Торчвуд. Након што се Гвен придружила Торчвуду, поново среће Дејвидсона испред ноћног клуба где је једног мушкарца убила жена опседнута „сексуалним чудовиштем”. Као и Гвенин дечко Рис (Кај Овен), Енди у почетку верује да је она унапређена у „посебне операције”. Касније делује као да невољно помаже Гвен у последњој епизоди првог серијала „Крај дана” (2007) и премијерној епизоди другог, „Кис кис, бенг бенг” (2008).У епизоди „Adrift”, Дејвидсон позива Гвен да истражи изненадне нестанке у Кардифу и укорева је због њеног очврслог става. Током епизоде, он открива своју наклоност према њој и огорченост према Рису, за шта Гвен сазнаје да је његов изговор што није био на њеном венчању. Током епизоде „Излазне ране”, Енди помаже Гвен у координацији одговора полицијских снага на бомбе које су поставили Греј (Лаклан Нибер) и капетан Џон Харт (Џејмс Марстерс), а затим сарађује са Рисом како би држали нападачке ванземаљске Вивиле подаље од полицијске станице.
У серијалу Деца Земље (2009), он је присутан када је штаб Торчвуда дигнут у ваздух. Агенткиња Џонсон (Лиз Меј Брајс) му наређује да предводи екипу владиних убица до Гвенине и Рисове куће. Међутим, Дејвидсон не верује да је Гвен заиста терориста и касније одлаже Џонсоновој, дајући Гвен времена да побегне. Два дана касније помаже Гвен у прибављању папира за ослобађање Клема Макдоналда (Пол Копли) из полицијског притвора. Након смрти Јанта Џоунса (Гарет Дејвид-Лојд), Гвениног колеге из Торчвуда, Енди вози Гвен и Риса до имања на ком Јантова сестра Рианон (Кејти Викс) живи са породицом. Он се бори са својом дужношћу док посматра полицију и војску како насилно отимају децу како би умирили ванземаљце „456” и на крају одбацује своју униформу да би се борио заједно са цивилима који су се побунили против власти. У епизоди „Нови свет” (2011), Енди, сада полицијски наредник, ступа у контакт са Гвен и Рисом који се крију и обавештава их да је Гвенин отац Герент (Вилијам Томас) у болници након два срчана удара и да је требало да умре, али није. Енди објашњава да је то због „Дана чуда”, појаве због које смрт престаје да се дешава широм света, а тешко рањени остају живи. Заједно са другим полицајцима јужног Велса, помаже агенту ЦИА-е Рексу Матесону (Мекај Фајфер) у изручењу Џека и Гвен Сједињеним Америчким Државама. Након што се тим Торчвуда преселио у Вашингтон, Џек сазнаје да је Енди преместио Риса и његову ћерку Анвен у сигурну кућу. У епизоди „Категорије живота”, он покушава да искористи свој чин наредника да извуче Гвениног оца из владиног кампа, који се касније испоставља као нека врста концентрационог логора, али не успева. У епизоди „Бесмртни греси”, Естер Драмонд (Алекса Хејвинс) позива Ендија да спасе Гвенину породицу из талачке ситуације, а он пуца у једног од отмичара том приликом. Енди је био видно потресен својим поступком, наводећи да никада раније није пуцао ни у кога. У епизоди „Крвна линија”, Енди прати Риса до владиног кампа како би био са његовим тастом на самрти, па је и сам тешио једну тинејџерку без породице на самрти.

### Спиноф медији
Поред телевизијске серије, Енди се појављује у Торчвуд романима и аудио-драмама. Поново сусреће Гвен у роману Други живот (смештеном током првог серијала) на месту смрти Гаја Вајлдмана и показује фрустрацију због њеног избегавања да одговори на његова питања. У роману Спори распад, Рис телефонира Ендију након покушаја отмице колегинице Луси Собел и на основу Ендијевог поступања са стањем открива да се он не свиђа Ендију, што је наговестило његову каснију карактеризацију у другом серијалу. Роман Траг сећања садржи флешбек првог дана Гвен Купер у партнерству са њим у полицији. Књига Архиве Торчвуда тврди да су Енди и Гвен били партнери у полицији четири године, пре догађаја из епизоде „Све се мења” и да за то време Енди никада није упутио ни једну једину критику на њен рачун. Енди се такође појављује у Торчвуд аудио-књизи У сенкама, где упозорава Гвен на тајанствени случај. Прајс је позајмио глас у Торчвуд радио-драми „Уточиште”, у којој се Енди лично занима за Фреду, тражиоца уточишта из будућности. Енди има централну улогу у аудио-књизи Разлаз из 2012, коју је прочитао Том Прајс, а смештена је након завршетка Дана чуда, где мора да истражује ванземаљске технологије у одсуству Гвен и Торчвуда. Рецензент за Ely Standard напомиње да се улога лика „постепено проширила до тачке у којој он може удобно да се држи као главни лик”. Енди касније игра велику улогу у аудио-књизи Господин Непобедиви, у којој је Прајс такође био наратор, где удружује снаге са капетаном Џеком како би истражио низ временских неслагања у области Кардифа.
Он има много значајнију улогу у аудио-драмама које је објавила издавачка кућа Big Finish Productions, почевши од Мисије Дух у којој упознаје Нортона Фолгејта, лика са којим је доживео више авантура. У петом (Ванземаљци међу нама) и шестом серијалу (Бог међу нама), које је продуцирао Big Finish, Енди постаје чешћи сарадник Торчвуда, истовремено започињући везу са Ивон Хартман. Године 2020. Прајс је поновио улогу Ендија у Пат позицији – аудио-спинофу Доктора Хуа, родитељске серије Торчвуда, у продукцији Big Finish-а – у којој је Енди послат у Лондон по налогу Торчвуда да посматра Осмог Доктора, који је заглављен на Земљи са неисправним ТАРДИС-ом. Од другог тома надаље, Енди почиње да путује ТАРДИС-ом док се он постепено поправља.

## Карактеризација
Иако је у позиву за кастинг наведено да се траже искључиво велшки глумци, улога Ендија додељена је Тому Прајсу који није пореклом из Велса. Прајс карактерише Ендија као врсту полицајца који не види много акције, који је обично више заокупљен папирологијом. Показало се да је Енди скептичан према све већој улози форензичара у полицији, а његов стил нагиње традиционалном истраживачком приступу. Искрен по природи, Ендијева брига остаје усмерена на људе, а његово појављивање у епизоди „Adrift” користи се да истакне Гвенин развој у оштрију и тврђу личност од када се придружила Торчвуду.
У интервјуу за Часопис Доктор Ху, глумац Том Прајс је изјавио да је један од оригиналних продуцената првобитно желео да убије Ендија у првом серијалу јер је био тако периферни лик. Извршна продуценткиња Џули Гарднер сматрала је да би било корисно да се Енди врати касније у серији, јер би одржао осећај континуитета. Она је веровала да постоји опипљива веза између Гвен и Ендија. Редитељ Брајан Кели сматрао је да је савршено логично да се Енди врати у тринаестој епизоди, будући да је „он особа која би телефонирала Гвен” у кризној ситуацији. Ив Мајлс, која је глумила Гвен, верује да Прајс „фантастично” преноси хумористичне аспекте Ендијевог лика, што јој као глумици омогућава да разуме пријатељство између њихових ликова. Мајлсова такође сматра да Енди игра кључну улогу у подсећању гледалаца на Гвенин развој. Када се поново појави „одводе вас одмах на почетак, подсећа вас одакле је дошла, како је Џек пронашао Гвен”. Прајс је навео да је у другом серијалу Ендија продуцентска екипа користила као „издувни вентил” за ублажавање напетости.
Епизода „Adrift” из 2008. открива да је Енди гајио осећања према Гвен током неколико година, што је откриће за које је Стивен Џејмс Вокер сматрао да помаже у додавању додатне дубине лику. Прајс, говорећи о историји свог лика, нагађа да је Енди можда једном неспретно покушао да освоји Гвен када су њих двоје први пут били партнери. Иако не разуме у потпуности сврху њиховог посла, Енди уопштено верује Торчвуду због Гвениног учешћа. У Деци Земље, Енди чак иде против владиних налога и у једном тренутку скида полицијску униформу да би помогао Гвен. Ив Мајлс осећа да Енди „добија своје признање” кроз своје поступке у овом серијалу. Гарднерова је телефонирала Прајсу са детаљима о предложеном унапређењу његовог лика у универзуму у чин наредника годину дана пре него што је потврђено да ће четврти серијал бити снимљен.

## Пријем
Рецензент новина The Guardian приписује неке од најупечатљивијих реплика премијерне епизоде Ендију, док Бен Росон-Џоунс хвали спољашњу перспективу коју Енди уноси у рад Института Торчвуд. Сценариста Стивен Џејмс Вокер сматра да Енди одржава везу серије и стварности подједнако као и Гвенин партнер Рис, описујући Прајса као „потпуно симпатичног и занимљивог извођача са великом лакоћом израза и некога гледалац са задовољством жели да види више”. За Вокера, Ендијева „наивна нада” за позицију у Торчвуду чини га посебно допадљивим. Након емитовања епизоде „Излазне ране”, и Алан Стенли Блер са веб-сајта Airlock Alpha и Стивен Френк из AfterElton-а позитивно су коментарисали духовиту динамику између Риса и Ендија, а обојица су изјавили да би њих двојица могли да носе сопствену серију. У својој рецензији Деце Земље, Блер је касније описао Ендија као „безбрижну радост у оваквим мрачним временима”, док рецензент веб-сајта Comic Book Resources Реми Миник издваја Прајса као изненађуење у извођењу целе глумачке екипе, описујући његове сцене у последњој епизоди као оне „које ће некима измамити сузе”.
Ендијево појављивање у серији довело је до тога да га је Кетрин Лосон са веб-блога TV Squad описала као „миљеника обожаваоца”. Опис овог лика нашао се у пародијским резимеима четвртог серијала које је написала Хедер Хоган, у којима Енди, Гвен и Рис скрећу пажњу на статус Ендија као омиљеног међу обожаваоцима, с обзиром на његову континуирану карактеризацију. Морган Џефри, у својим резимеима за веб-сајт Digital Spy, изразио је одушевљење поновним појављивањем Ендија, кога је касније назвао „допадљивим наредником”. Џефри је сматрао да се лик понео „херојски” у епизоди „Бесмртни греси” и навео је да је његово вођство у спасавању Гвенине породице било најбоља ствар у вези са расплетом епизоде. Блер Марнел, рецензент за CraveOnline, сматра да Ендијева издаја Гвен у премијерној епизоди није имала утицај који је требало да има због минималне улоге његовог лика. Међутим, Марнел је сматрао да је Ендијево тешење младе девојке на самрти у закључку епизоде пружило „најљудскији тренутак” епизоде и да је ово послужило као „огромна оптужница против осталих ликова”.